# 김영팔 (작가)
김영팔(金永八, 1904년 ~ 1950년)은 일제강점기에 주로 활동한 작가 겸 예술인이다.
그는 작가 겸 배우, 방송인으로 활동하였으며, 소설과 희곡, 시를 창작하였다.

## 생애
일본 니혼 대학에 재학 중이던 1920년에 도쿄 유학생들이 결성한 극예술협회에 창립 동인으로 참여하였다. 연극에 뜻을 두고 형설회순회극단이라는 이동 극단이 벌이는 순회 공연에 학생 배우로 출연하였다.
형설회가 해체된 뒤에 신극을 연구하는 극문회를 안석주와 함께 조직한 바 있고, 염군사의 동인이 되면서 프롤레타리아 문화 운동에 뛰어들었다. 염군사가 파스큘라와 합체하여 결성한 조선프롤레타리아예술가동맹에도 창립 발기인으로 참여하였다. 그러나 1930년대 초에 경성방송국에 취업하였다가 카프에서 제명당하였다.
데뷔작은 1924년에 발표한 단막 희곡 〈미쳐가는 처녀〉이다. 문단 활동은 이때부터 1930년대 초까지에 집중되며, 희곡 10여편과 소설 10여편이 남아 있다. 작품의 주제는 좌파적 사회의식에 기반한 것으로, 전통적 인습과 식민 지배로부터의 해방을 다루고 있다. 전통 인습에 대한 비판은 〈미쳐가는 처녀〉와 〈여성〉에 드러나 있고, 프롤레타리아의 저항을 다룬 작품은 〈싸움〉, 〈부음〉, 〈곱창칼〉, 〈마작〉 등이다. 1927년에 발표한 〈부음〉부터는 주인공이 투쟁에 나서는 하급 노동자로 묘사되어 전형적인 경향파 문학으로 분류된다. 송영과 함께 카프를 대표하는 극작가였다.
그러나 카프 제명 후에는 반봉건, 반계급을 향한 투쟁 의지가 치열하던 작품 경향이 변화하여 〈그후의 대학생〉,〈우는 아내와 웃는 남편〉 등의 세태극을 내놓았다. 〈그후의 대학생〉은 한국 최초의 모노드라마 희곡이다. 김영팔의 작품에 대해서는 프로 문학 초창기에 시류를 따라 잠시 편승했던 좌경 작가라는 평가와 함께, 이러한 시각이 지나치게 우파적인 것이라며 염군사와 카프에서의 주도적인 활동, 1920년대에 가장 많은 희곡 작품을 발표한 작가라는 점에서 좀 더 높이 평가해야 한다는 견해가 있다.
1932년 이후로는 절필하고 경성방송극에서 방송인으로만 활동하였다. 미군정 시기 동안 월북하였다가 한국 전쟁 중 사망한 것으로 알려져 있다.

## 참고자료
- 김영팔(金永八) - 한국학중앙연구원